# الحمراء (إب)
الحمراء هي إحدى قرى الجمهورية اليمنية. وهي تتبع جغرافيًا لمحافظة إب. وإداريًا لمديرية العدين. يبلغ تعداد سكانها 1606 نسمة حسب الإحصاء الذي جرى عام 2004.